# Launois-sur-Vence
Launois-sur-Vence – miejscowość i gmina we Francji, w regionie Grand Est, w departamencie Ardeny.
Według danych na rok 1990 gminę zamieszkiwało 578 osób, a gęstość zaludnienia wynosiła 43 osoby/km².